# Astragalus pseudopsilacanthus
Astragalus pseudopsilacanthus är en ärtväxtart som beskrevs av Syed Irtifaq Ali. Astragalus pseudopsilacanthus ingår i släktet vedlar, och familjen ärtväxter.

## Underarter
Arten delas in i följande underarter:
- A. p. polyneurus
- A. p. pseudopsilacanthus